# Sūtra de l’Estrade
 (septembre 2022).
Cette page contient des caractères spéciaux ou non latins. S’ils s’affichent mal (▯, ?, etc.), consultez la page d’aide Unicode.
Le Sūtra de l’estrade du joyau de la loi du sixième patriarche ou Sūtra de l’Estrade est un texte mahāyāna produit en Chine entre le VIIe siècle et le XIIIe siècle par l’école Chan. Il contient une série de discours attribués à Huineng（惠能), sixième patriarche officiel de l’école, dont le premier est un discours tenu au temple de Dàfàn 大梵寺 près de Canton à l’invitation du préfet Wéi 韋 de Sháozhōu 韶州. L’« estrade » du titre est celle d’où le maître donne son enseignement. C’est le seul ouvrage bouddhique non traduit du sanscrit admis au rang d’authentique soutra.
Ses noms courants en chinois sont Liùzǔtánjīng 六祖壇經 ou Tánjīng 壇經, formes abrégées de Liùzǔdàshī fábǎotánjīng 六祖大師法寶壇經 ; son nom japonais est Sokei daishi betsuden.

## Versions
Il en existe essentiellement deux versions.
- La plus courante est en circulation depuis 1440 (date de compilation du Tripitaka des Ming dans lequel elle est incluse). C'est la première fois que le texte est adopté dans un recueil officiel ; jusque-là très confidentiel, il connaîtra désormais un certain succès. Le moine Zōngbǎo 宗寶 de la dynastie Yuan aurait composé en 1291 la version publiée d’après trois autres existant à l’époque. Sa référence dans le Taisho Tripitaka est 2008.48.346a-362b.
- La plus ancienne, qui est aussi la plus courte, attribuée à Fáhǎi 法海, disciple de Huineng, porte le nom du Soutra de l'estrade de l’enseignement prodigué au temple Dàfàn à Sháozhōu par le sixième patriarche Huìnéng, le suprême soutra Mahāyāna Mahāprajñāpāramitā de l’école du Sud de l’éveil soudain (南宗頓教最上大乘摩訶般若波羅蜜經六祖惠能大師於紹州大梵寺施法壇經). Elle est basée sur trois versions de l’époque Tang découvertes au début du XXe siècle, l'une à Dunhuang, les deux autres au Japon.

Les versions Tang et Ming diffèrent nettement par la longueur et les détails du contenu, témoignant d’une élaboration progressive du texte. On retrouve néanmoins une cohérence doctrinale à travers les époques, à quelques différences près. Ainsi, son caractère de soutra spécifique à l’école dite « du Sud » transmis exclusivement à ses héritiers, très clairement mis en évidence dans les versions anciennes, a disparu de la version Ming, destinée à un plus large public. La description de la cérémonie de transmission des « préceptes sans forme », importante au début, a été repoussée vers la fin, remplacée par les sermons désormais mis en avant. 
De fortes ressemblances entre certaines parties du texte et les écrits de Shénhuì （神會）, successeur officiel de Huìnéng, ont été remarquées. Les débats restent ouverts concernant la matière d’origine du soutra et la place exacte de sa première version dans l’histoire du Chan. On distingue à cet égard trois grands courants d’opinion : 
- celui représenté par D. T. Suzuki, qui considère que d’authentiques discours du sixième patriarche ont été retranscrits par Fáhǎi puis retravaillés ultérieurement par Shénhuì ;
- celui représenté par le philosophe chinois Hushi, qui en fait une création de Shénhuì, à qui il attribue d’ailleurs la paternité des idées prêtées à Huìnéng ;
- celui qui y voit l’influence d’un autre courant encore non identifié, peut-être l’école du mont de la Tête de bœuf  (Niútóushān 牛頭山) comme l’a proposé Yanagida Seizan ;

## Contenu
On retrouve dans le soutra les concepts essentiels de l’école Chan du Sud : éveil soudain, perception directe de la vraie nature de vacuité du soi (svaśūnyatā) et de la nature de bouddha (tathāgatagarbha), unité d'essence de la morale (śīla), de la méditation (dhyāna) et de la sagesse (prajñā). 
Il contient également des conseils pour l'enseignement : répondre au négatif à une question affirmative et vice-versa, prendre pour sujet de la réponse l’opposé du sujet de la question. Ainsi, une question concernant un individu ordinaire doit donner lieu à une réponse sur un sage, une question sur la lumière doit amener une réponse concernant l’obscurité. La mise en évidence de l’interdépendance des contraires doit permettre au questionneur d'appréhender la « voie moyenne ».
L’histoire et la tradition de l’école Chan y sont affirmées : insistance sur la différence entre le subitisme de la branche du Sud et le gradualisme de celle du Nord, exposé de la légende de Huìnéng, énumération de la lignée des maîtres et des écoles qu'ils auraient fondées. 
Il contient de nombreuses références à d’autres soutras : Sūtra du Diamant, Sūtra du Lotus auquel est consacré le chapitre 42, Lankavatara Sutra, Dhammapada, Sūtra de Vimalakīrti.